# Albela
Albela to bollywoodzka komedia miłosna z 2001 roku z Aishwarya Rai, Govinda w rolach głównych. W drugoplanowych rolach Namrata Shirodkar i Jackie Shroff. Film wyreżyserował Deepak Sareen, autor Jab Pyaar Kisise Hota Hai (1998) i Aaina.
To historia miłości przewodnika turystycznego w Goa do pięknej turystki z Wiednia szukającej w Indiach grobu swojej indyjskiej matki.

## Fabuła
Nina (Namrata Shirodkar) kocha Tony’ego. Tony (Govinda) kocha Sonię (Aishwarya Rai). Sonia kocha Prema (Jackie Shroff), ale ojciec jej opuszczony kiedyś przez żonę Hinduskę nie zgadza się na jej ślub z Hindusem.

## Obsada
- Govinda – Tony
- Aishwarya Rai – Sonia
- Jackie Shroff – Prem
- Namrata Shirodkar – Nina
- Saeed Jaffrey – ojciec Sonii

## Muzyka
Muzykę do filmu skomponował braterski duet Jatin-Lalit, autorzy muzyki do takich filmów jak Jo Jeeta Wohi Sikandar, Raju Ban Gaya Gentleman, Kabhi Haan Kabhi Naa, Yes Boss, Ghulam, Kuch Kuch Hota Hai, Dil Kya Kare, Sarfarosh, Mohabbatein, Phir Bhi Dil Hai Hindustani, Kabhi Khushi Kabhie Gham, Hum Tum, Mr. White Mr. Black.